# Cargocult

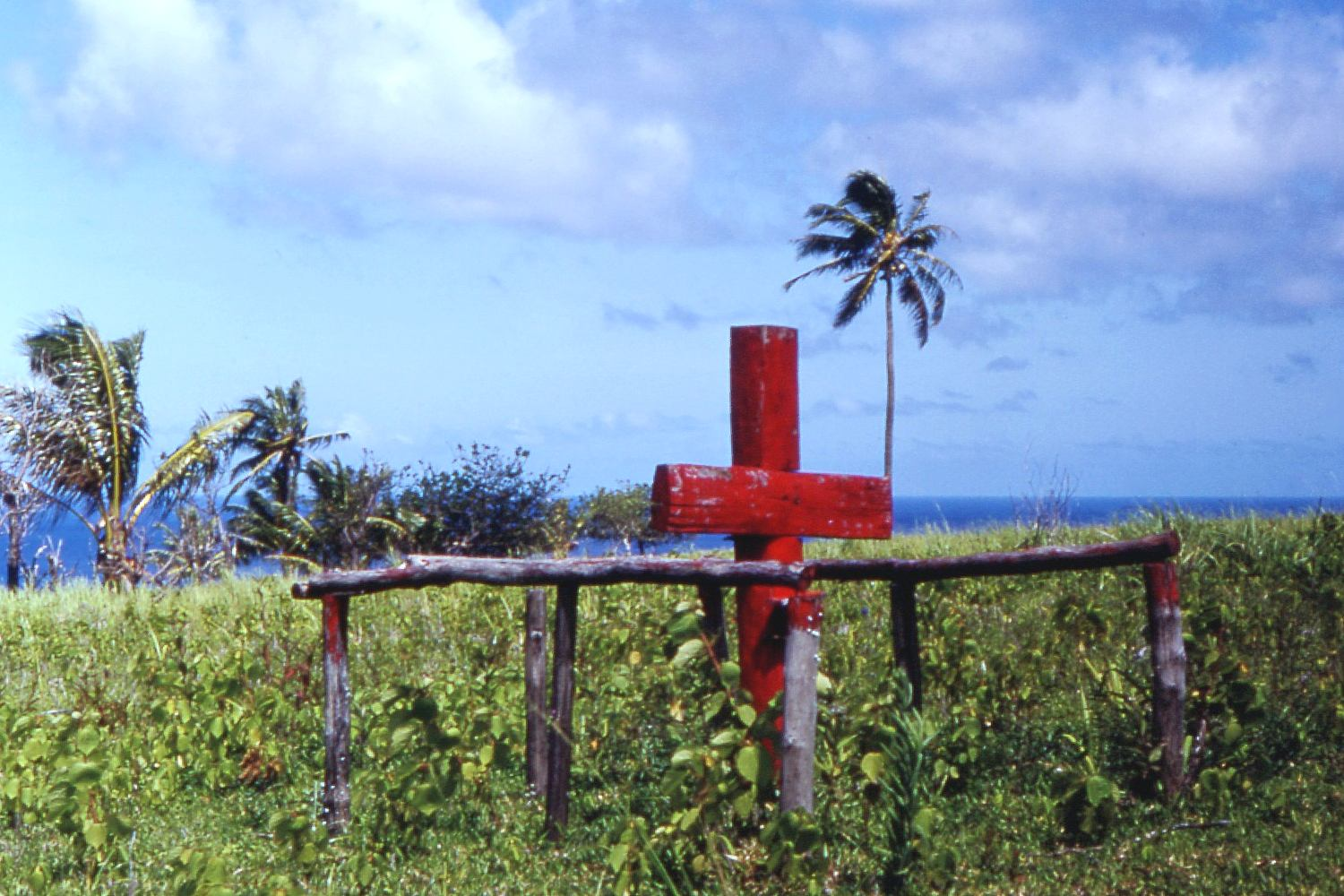
Een ceremonieel kruis van de John Frum cargocult

Cargocult (Engels: transportgoederen-cultus) is een verzamelnaam voor diverse religieuze bewegingen die vanaf het einde van de negentiende eeuw ontstonden in Melanesië.

## Ontstaan
Via Europese kolonisten maakten de Melanesiërs kennis met westerse luxegoederen die van overzee werden aangevoerd. Ze konden niet bevatten hoe mensen zulke goederen zouden kunnen vervaardigen. Verkondigers van de cargocults schreven de herkomst daarom toe aan overleden voorouders. Die voorouders hadden de goederen naar de Melanesiërs gezonden maar de blanken hadden er de macht over verkregen. Aanhangers van de cargocults probeerden dit recht te zetten door het gedrag van de blanken te imiteren, bijvoorbeeld door hun militaire parades na te doen. Het Engelse cargo werd verbasterd tot kago, wat zowel rijkdom, spullen als bezittingen ging betekenen.
De inheemse bevolking dacht dat de Westerlingen de rijkdom verkregen door rituelen en tovenarij. Over die manier van handelen wilden zij ook beschikken en begonnen hierdoor de zogenoemde cargocults.
De komst van kago - die ze door voorouders, vereerde figuren of goden konden verkrijgen - zou een nieuw tijdperk brengen. Hierin zouden ze overvloedig kunnen leven, zouden ze bevrijd worden van kolonisten - die deze cults om deze reden verboden hebben - en zou rechtvaardigheid de bovenhand nemen.

## Tanna
Tijdens de Tweede Wereldoorlog bereikten de cargocults hun hoogtepunt, met name op het eiland Tanna waar regelmatig goederen werden afgeleverd op een Amerikaanse vliegbasis. Met eenvoudige materialen als hout en riet bouwden de eilandbewoners er een compleet vliegveld na, inclusief verkeerstoren met antennes, radio's en koptelefoons. Ze hoopten de voorouders daarmee te overreden hun lading bij hen te droppen; van de techniek die achter de nagebouwde installaties schuilging hadden ze echter geen besef.

### John Frum
Vergelijkbare taferelen speelden zich af op de stranden van dit gebied, waar grote delen van de plaatselijke bevolking – aanhangers van John Frum – soms wekenlang bleven wachten totdat "hun" schip met cargo aankwam. Het leidde tot lethargie onder de bevolking, maar vooral ook frustratie en dikwijls geweld tegen Europeanen en Amerikanen.
Deze activiteiten maakten deel uit van een uitgebreide cultus die ook door de verhalen van christelijke missionarissen werd beïnvloed: de messiaanse figuur John Frum, Koning van Amerika en Tanna, (mogelijk een verbastering van John from America) zou volgens zijn aanhangers op een dag naar Tanna terugkeren om de blanken te verjagen, de oude gebruiken te herstellen en zijn rijkdommen met de bevolking te delen.
Na de Tweede Wereldoorlog stierven de meeste cargocults uit. Op Tanna is wel nog steeds de John Frumbeweging actief. Jaarlijks op 15 februari bereidt men de komst van John Frum voor.

### Philip Mountbatten
Ook de beweging die na het Britse staatsbezoek van 1974 op Tanna ontstond en waarbinnen Philip Mountbatten als een messianistische godheid wordt beschouwd, wordt tot de cargocults gerekend.

### Pilima
Pilima, een inheemse Wayana sjamaan uit Suriname, begon in 1963 een eigen religie als tegenwicht tegen de missionarissen. Hij stichtte het gelijknamige dorp voor zijn volgelingen. Pilima predikte dat Aramawali, een grote geest uit de hemelen, Tenkowa (hemelse boten) zou sturen om Wayana die in hem geloofden het eeuwige leven te schenken. De religie wordt beschouwd als een cargocult.